# 金属有机
《有机金属》是美国化学会从1982年起开始出版，內容涵盖有机金属化学的學術期刊。《有机金属》有同行評審機制，在汤森路透的2016 Journal Citation Reports中，影响因子為3.862。

## 外部連結
- （英文）Organometallics (ACS Publications) （页面存档备份，存于）